# Peter Quillin
Peter Quillin (ur. 22 czerwca 1983 w Grand Rapids) – amerykański bokser, były zawodowy mistrz świata wagi średniej (do 160 funtów) federacji WBO.

## Kariera zawodowa
Karierę zawodową rozpoczął 9 czerwca 2005. Do czerwca 2012 stoczył 28 walk, wszystkie wygrywając. W tym czasie zdobył tytuł mistrza USBO w wadze super średniej.
20 października 2012 w Nowym Jorku zmierzył się o tytuł mistrza federacji WBO w wadze średniej. Zmierzył się z reprezentującym Francję Kameruńczykiem Hassanem N’Damem N’Jikamem. Zwyciężył jednogłośnie na punkty, mając przeciwnika sześciokrotnie na deskach (po dwa razy w rundzie czwartej, szóstej i dwunastej) i został nowym mistrzem świata.
19 kwietnia 2014 w Waszyngtonie w trzeciej obronie tytuł mistrza świata WBO wagi średniej, pokonał jednogłośnie na punkty (119:109, 119:109 i 120:108) Czecha Lukasa Konecny′go (50-4-0).
11 kwietnia 2015 w nowojorskim Brooklynie zremisował z Andym Lee (34-2-1, 24 KO), sędziowie punktowali 113:112, 112:113 i 113:113.  W związku z przekroczeniem przez Quillina wymaganego limitu wagowego dlatego stawką pojedynku nie był tytuł mistrza świata WBO wagi średniej należący do Irlandczyka.
12 września 2015 w Connecticut znokautował w piątej rundzie Michaela Zerafa (17-2, 9 KO). Znokautowany Australijczyk został zniesiony z ringu na noszach.
5 grudnia 2015 przegrał już w pierwszej rundzie przez techniczny nokaut z Danielem Jacobsem i stracił swój pas mistrzowski.
Peter Quillin wrócił na ring po niespełna dwóch latach wygrywając na punkty z Dashonem Johnsonem.
4 sierpnia 2018 w Nowym Yorku pokonał na punkty 99:91, 98:92 i 98:92 J'Leona Love (24-2-1, 13 KO)